# Jacques di Donato
Jacques di Donato (Bourg-en-Bresse, 1942. augusztus 27. –) francia dzsesszzenész, klarinétos, szaxofonos, dobos. A dzsesszttől a kortárs zenéig, a klasszikus zenétől az improvizált zenéig mindent játszik. 1984-2007 között a Conservatoire National Supérieur de Musique et de danse de Lyon klarinéttanár volt.

## Pályafutása
Di Donato Bourg-en-Bresse-ben született. Tizenkétéves korában apja bálzenekarában kezdett játszani. Felfedezte magának a szaxofont, majd a klarinétot, amely végül kedvenc hangszere lett.
A párizsi Conservatoire-ban tanult, ahol klarinét és kamarazene szakon szerzett diplomát. Számos olyan zenésszel dolgozott, mint például Louis Sclavis, Pierre Boulez, vagy például Bernard Lubat. 1978 és 1990 között különböző zenekarok szólistájaként szerepelt az Orchestre philharmonique de Radio France-nál.
Több együttes vezetője is volt, köztük a „Trio de clarinettes”, „Jacques Di Donato Quintet”, a „Mhère Quartet”, a „Système Friche” és a „Brahmâ”. 
Létrehozta és irányította a „Fruits de” fesztivált. Jean-Louis Chautempsszel tagja volt egy szaxofon-kvartettnek. 1998-ban alt-klarinétot tervezett a Henri Selmer Paris hangszerkészítő cég számára.

## Albumok
- 1982: Mad Sax II, „Quatuor de saxophones”
- 1991: Trio de clarinettes Live, Jacques Di Donato, Louis Sclavis, Armand Angster
- 1993: Clic!!!, Jacques Di Donato Quintet
- 1993: Green dolphy suite, Double trio
- 1995: Déblocage d'émergence, quartet
- 1996: Le Système Friche, Xavier Charles, Jacques Di Donato, In Situ
- 1996: Du Slavon Glagol
- 1999: La Compagnie des Musiques à Ouïr
- 2007: Les p’tites chansons de Marc Perrone
- 2010: Images et Personnages
- 2011: Brahmâ
- 2012: Resurgence, Michel Edelin quartet

## Klasszikusok
- [mikor?] Bartók Béla, Kontrasztok
- 1976: Robert Schumann, Fantasiestucke Opus 73, Marchenerzahlungen Opus 132, Marchenbilder Opus 113
- 1978: Olivier Messiaen, Quatuor pour la fin du temps
- 1978: Vinko Globokar, Discours IV
- 1991: Francis Poulenc, Sonates Pour Clarinette Et Piano, Sonate Pour Clarinette Et Basson

## Díjak
- 1985: Chevalier of the Ordre des Arts et des Lettres